# Gmina Szepietowo
Die Gmina Szepietowo ist eine Stadt-und-Land-Gemeinde im Powiat Wysokomazowiecki der Woiwodschaft Podlachien in Polen. Ihr Sitz ist die gleichnamige Stadt (litauisch Šepetovas) mit 2229 Einwohnern (2016).

## Gliederung
Zur Stadt-und-Land-Gemeinde Szepietowo gehören die Stadt und Dörfer mit folgenden 48 Schulzenämtern:
Chorążyce
Dąbrowa-Bybytki
Dąbrowa-Dołęgi
Dąbrowa-Gogole
Dąbrowa-Kaski
Dąbrowa-Łazy
Dąbrowa-Moczydły
Dąbrowa-Tworki
Dąbrowa-Wilki
Dąbrowa-Zabłotne
Dąbrówka Kościelna
Jabłoń-Kikolskie
Jabłoń-Samsony
Kamień-Rupie
Moczydły-Jakubowięta
Moczydły-Stanisławowięta
Nowe Gierałty
Nowe Szepietowo Podleśne
Nowe Warele
Nowe Zalesie
Plewki
Pułazie-Świerże
Stare Gierałty
Stary Kamień
Stawiereje-Michałowięta
Stawiereje Podleśne
Szepietowo
Szepietowo-Janówka
Szepietowo Podleśne
Szepietowo-Wawrzyńce
Szepietowo-Żaki
Szymbory-Andrzejowięta
Szymbory-Jakubowięta
Szymbory-Włodki
Średnica-Jakubowięta
Średnica-Maćkowięta
Średnica-Pawłowięta
Warele-Filipowicze
Włosty-Olszanka
Wojny-Izdebnik
Wojny-Krupy
Wojny-Piecki
Wojny-Pietrasze
Wojny-Pogorzel
Wojny-Szuby Szlacheckie
Wojny-Szuby Włościańskie
Wojny-Wawrzyńce
Wyliny-Ruś
Wyszonki-Posele
Zabiele